# Contra: Legacy of War
Contra: Legacy of War è un videogioco sparatutto pubblicato da Konami nel 1996. È il primo titolo della serie Contra a essere sviluppato dalla ungherese Appaloosa Interactive. Al contrario dei videogiochi precedenti, Legacy of War presenta una grafica tridimensionale ed alcune modifiche nel gameplay.

## Modalità di gioco
In Legacy of War è possibile controllare quattro personaggi: Ray, Tasha, CD-288 e Bubba.
Sono presenti due minigiochi: Gyruss e Pac-Tank.